# Aurora do Tocantins
Aurora do Tocantins är en kommun i Brasilien.   Den ligger i delstaten Tocantins, i den östra delen av landet, 400 km norr om huvudstaden Brasília. Antalet invånare är 3 446.
Omgivningarna runt Aurora do Tocantins är huvudsakligen savann. Runt Aurora do Tocantins är det mycket glesbefolkat, med 3 invånare per kvadratkilometer.